# Owens Cross Roads
Owens Cross Roads – miasto w Stanach Zjednoczonych, w stanie Alabama, w hrabstwie Madison. W roku 2023 miasto zamieszkiwało 2917 osób, a gęstość zaludnienia wynosiła 133,8 osoby/km².